# Chorthippus daweishanensis
Chorthippus daweishanensis är en insektsart som beskrevs av Fu, Peng och Z. Zheng 2000. Chorthippus daweishanensis ingår i släktet Chorthippus och familjen gräshoppor. Inga underarter finns listade i Catalogue of Life.